# Diastictis pseudargyralis
Diastictis pseudargyralis là một loài bướm đêm trong họ Crambidae.